# Houédomè
Houédomè è un arrondissement del Benin situato nella città di Aguégués (dipartimento di Ouémé) con 9.509 abitanti (dato 2006).